# Carex olbiensis
Carex olbiensis är en halvgräsart som beskrevs av Claude Thomas Alexis Jordan. Carex olbiensis ingår i släktet starrar, och familjen halvgräs. Inga underarter finns listade i Catalogue of Life.